# Dimitrie Ivanov
Dimitrie Ivanov (n. 24 septembrie 1944, Sfântu Gheorghe, Covasna, România – d. 1998) a fost un caiacist român, laureat cu argint la Mexico 1968.

## Distincții
- Medalia „Meritul Sportiv” clasa I (25 octombrie 1966) „pentru rezultatele deosebite obținute în competițiile sportive internaționale, precum și pentru contribuția valoroasă adusă la dezvoltarea culturii fizice și sportului în țara noastră”[2]